# 사승 상호작용
양자장론에서 4승 상호작용(四乘相互作用, quartic interaction)이란 그 라그랑지안이 {\displaystyle \phi ^{4}}꼴의 상호작용 항을 포함하는 스칼라장 φ를 다루는 이론이다. 즉, 클라인 고든 라그랑지안에서 {\displaystyle -{\frac {\lambda }{4!}}\phi ^{4}} 항을 더한다. (λ는 4차원 시공에서 무차원 결합상수이다.) 결합상수(λ)가 무차원이기 때문에, 이 이론은 재규격화가 가능하다. 사승 상호작용은은 양자장론에서 가장 쉬운 이론 중 하나며, 각종 교과서에서 예제로 쓴다.
이 문서에서는 시공의 계량 부호수를 +−−−로 쓴다.

## 4승 상호작용 라그랑지안
실수 스칼라장의 경우, 이론의 라그랑지안은 다음과 같다.
{\displaystyle {\mathcal {L}}={\frac {1}{2}}\partial ^{\mu }\phi \partial _{\mu }\phi -{\frac {m^{2}}{2}}\phi ^{2}-{\frac {\lambda }{4!}}\phi ^{4}}
이 라그랑지안은 전반적 대칭 Z2 대칭을 지닌다. 즉, φ를 −φ로 바꾸어도 라그랑지안은 바뀌지 않는다.
복소 스칼라장의 경우, 라그랑지안은 다음과 같다.
{\displaystyle {\mathcal {L}}=\partial ^{\mu }\phi ^{*}\partial _{\mu }\phi -m^{2}\phi ^{*}\phi -{\frac {\lambda }{4}}(\phi ^{*}\phi )^{2}}
n개의 실수 스칼라 마당이 있는 경우, 다음과 같이 일반화 할 수 있다.
{\displaystyle {\mathcal {L}}={\frac {1}{2}}\partial ^{\mu }\phi _{a}\partial _{\mu }\phi _{a}-{\frac {m^{2}}{2}}\phi _{a}\phi _{a}-{\frac {\lambda }{8}}(\phi _{a}\phi _{a})^{2}.}
이 이론은 SO(n) 대칭을 지닌다. 하나의 복소 스칼라장은 두개의 실수 스칼라장과 동등하다.
이론의 안정성을 보장하가 위해, 결합 상수 λ는 양수이어야 한다.
4차원에서는 사승 상호작용은 양자전기역학과 같이 란다우 극(Landau pole)을 가진다. 따라서 양자 자명성(quantum triviality)으로 인하여, 유효 이론으로만 존재한다.

## 정규양자화
운동량 마당을 π라 부르자. φ와 π 둘 다 에르미트 연산자다. 슈뢰딩거 묘사를 쓰자. 동시(同時)에, 마당의 정규 교환자를 다음과 같이 정의한다.
{\displaystyle [\phi ({\vec {x}}),\phi ({\vec {y}})]=[\pi ({\vec {x}}),\pi ({\vec {y}})]=0}
{\displaystyle [\phi ({\vec {x}}),\pi ({\vec {y}})]=i\delta ({\vec {x}}-{\vec {y}}).}
이론의 해밀토니안은 (윅 순서를 무시하면) 다음과 같다.
{\displaystyle H=\int d^{3}x\left[{1 \over 2}\pi ^{2}+{1 \over 2}(\nabla \phi )^{2}+{m^{2} \over 2}\phi ^{2}+{\lambda  \over 4!}\phi ^{4}\right].}
운동량 공간으로 푸리에 변환하면, 다음을 얻는다.
{\displaystyle {\tilde {\phi }}({\vec {k}})=\int d^{3}xe^{-i{\vec {k}}\cdot {\vec {x}}}\phi ({\vec {x}})}
{\displaystyle {\tilde {\pi }}({\vec {k}})=\int d^{3}xe^{-i{\vec {k}}\cdot {\vec {x}}}\pi ({\vec {x}}).}
여기서 {\displaystyle {\sqrt {k^{2}+m^{2}}}}를 에너지 E라고 부르자.
다음과 같이 파괴 연산자(annihilation operator) a를 정의한다.
{\displaystyle a({\vec {k}})=\left(E{\tilde {\phi }}({\vec {k}})+i{\tilde {\pi }}({\vec {k}})\right).}
그 에르미트 수반 {\displaystyle a^{\dagger }}는 생성 연산자가 된다.
{\displaystyle a^{\dagger }({\vec {k}})=\left(E{\tilde {\phi }}({\vec {k}})-i{\tilde {\pi }}({\vec {k}})\right).}
생성 및 파괴 연산자를 통틀어 사다리 연산자라 부르자.
사다리 연산자의 교환자는 다음과 같다. (이는 비상대적 양자역학에서의 양자 조화 진동자와 동일한 구조이다.)
{\displaystyle [a({\vec {k}}_{1}),a({\vec {k}}_{2})]=[a^{\dagger }({\vec {k}}_{1}),a^{\dagger }({\vec {k}}_{2})]=0}
{\displaystyle [a({\vec {k}}_{1}),a^{\dagger }({\vec {k}}_{2})]=(2\pi )^{3}2E\delta ({\vec {k}}_{1}-{\vec {k}}_{2}).}
점유수 (occupancy number) n은 다음과 같다.
{\displaystyle n^{\dagger }({\vec {k}})=a^{\dagger }({\vec {k}})a({\vec {k}})}
총 입자 수 N은 다음과 같다.
{\displaystyle N=\int {d^{3}k \over (2\pi )^{3}}{1 \over 2E}n({\vec {k}}),}
이는 항상 양의 정수 혹은 0이다. 생성 연산자는 총 입자수를 1 증가시키고, 파괴 연산자는 1 감소시킨다.
해밀토니안을 사다리 연산자로 쓰면 다음과 같다.
{\displaystyle H=\int {d^{3}k \over (2\pi )^{3}}{1 \over 2E}E\left(a^{\dagger }({\vec {k}})a({\vec {k}})+(2\pi )^{3}E\delta ({\vec {0}})\right)+}
{\displaystyle +{\lambda  \over 4!}\iiiint {d^{3}k_{1} \over (2\pi )^{3}2E_{1}}{d^{3}k_{2} \over (2\pi )^{3}2E_{2}}{d^{3}k_{3} \over (2\pi )^{3}2E_{3}}{d^{3}k_{4} \over (2\pi )^{3}2E_{4}}(2\pi )^{3}\delta ({\vec {k}}_{1}+{\vec {k}}_{2}+{\vec {k}}_{3}+{\vec {k}}_{4})\left(a^{\dagger }({\vec {k}}_{1})+a({\vec {k}}_{1})\right)\left(a^{\dagger }({\vec {k}}_{2})+a({\vec {k}}_{2})\right)\left(a^{\dagger }({\vec {k}}_{3})+a({\vec {k}}_{3})\right)\left(a^{\dagger }({\vec {k}}_{4})+a({\vec {k}}_{4})\right).}
첫 번째 항은 디랙 델타로 인해 발산한다. 그러나 (일반 상대론을 고려하지 않으면) 진공 에너지는 중요하지 않으므로, 무시한다. 두 번째 항도 발산하는데, 이를 고치기 위해서 윅 순서(Wick order)를 가한다. (어차피 양자화할 때 순서가 모호하므로, 순서를 바꾸는 건 상관없다.) 따라서, 발산하는 부분을 제거하면 해밀토니안은 다음과 같이 된다.
{\displaystyle {:H:}=\int d^{3}x\left[{1 \over 2}{:\pi ^{2}:}+{1 \over 2}{:(\nabla \phi )^{2}:}+{m^{2} \over 2}{:\phi ^{2}:}+{\lambda  \over 4!}{:\phi ^{4}:}\right]}
이 해밀토니안은 N|0>=0을 만족시키는 에너지가 0인 상태가 존재하는데, 이 상태를 진공이라 하자. 해밀토니안에서, 2차항은 자유 해밀토니안, 나머지는 상호작용 해밀토니안이다. 자유 해밀토니안에서, 운동량이 {\displaystyle {\vec {k}}}인 입자는 에너지 {\displaystyle {\sqrt {k^{2}+m^{2}}}}를 가짐을 알 수 있다. 이는 특수상대론과 같다.
이 해밀토니안을 다이슨 급수로 전개하여 건드림이론으로 만들면, 파인만 도표를 얻는다.

## 같이 보기
- 재규격화
- 힉스 메커니즘
- 골드스톤 보손
- 콜먼-와인버그 모형